# Foissy-lès-Vézelay
Foissy-lès-Vézelay ist eine französische Gemeinde mit 115 Einwohnern (Stand: 1. Januar 2022) im Département Yonne in der Region Bourgogne-Franche-Comté. Sie gehört zum Arrondissement Avallon und zum Kanton Joux-la-Ville. Die Bewohner werden Fusciacusiens und Fusciacusiennes genannt.

## Geografie
Foissy-lès-Vézelay liegt etwa 42 Kilometer südsüdöstlich von Auxerre und etwa 12 Kilometer südwestlich von Avallon am Cure. Das Flüsschen Ru de Foissy entspringt auf dem Gemeindegebiet und mündet dort in die Cure. Fast drei Viertel der Fläche der Gemeinde wird landwirtschaftlich genutzt.
Umgeben wird Foissy-lès-Vézelay von den Nachbargemeinden Saint-Père im Norden, Pierre-Perthuis im Osten, Fontenay-près-Vézelay im Süden sowie Vézelay im Westen und Nordwesten.

## Einwohnerentwicklung

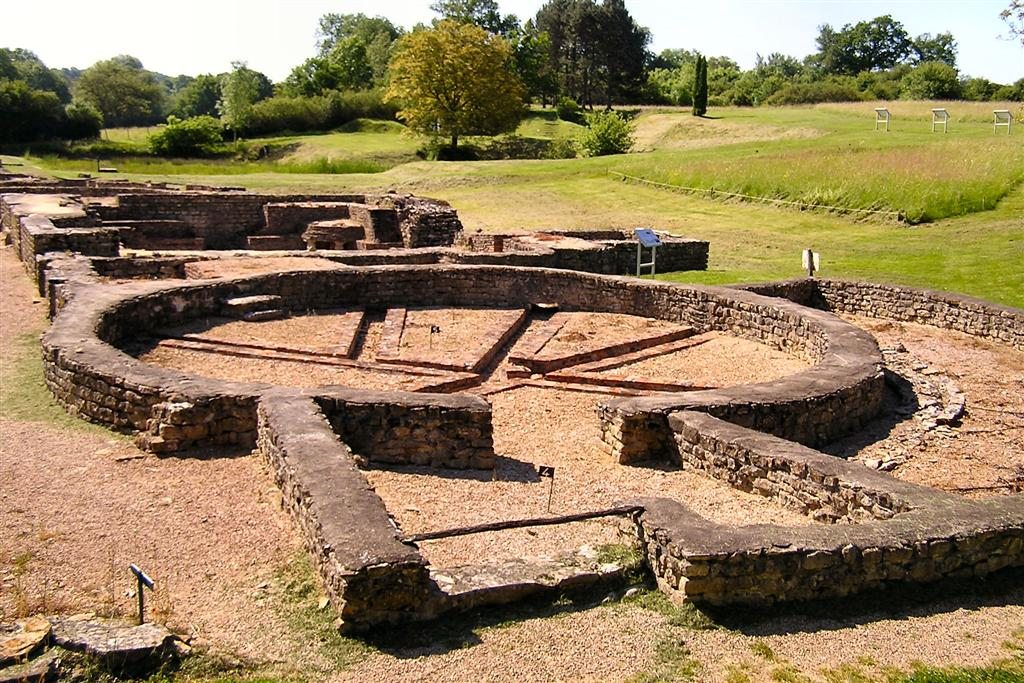
Les Fontaines Salées

| Jahr                       | 1962 | 1968 | 1975 | 1982 | 1990 | 1999 | 2006 | 2013 | 2020 |
| -------------------------- | ---- | ---- | ---- | ---- | ---- | ---- | ---- | ---- | ---- |
| Einwohner                  | 239  | 231  | 206  | 183  | 160  | 149  | 147  | 140  | 121  |
| Quellen: Cassini und INSEE |      |      |      |      |      |      |      |      |      |

## Sehenswürdigkeiten
- Archäologische Fundstätte Les Fontaines Salées (23. Jahrhundert v. Chr. bis 5. Jahrhundert n. Chr.), seit 1936/1942 als Monument historique klassifiziert
- Kirche L’Immaculée-Conception